# Scutisorex
Scutisorex là một chi động vật có vú trong họ Chuột chù, bộ Soricomorpha. Chi này được Thomas miêu tả năm 1913. Loài điển hình của chi này là Sylvisorex somereni Thomas, 1910.

## Các loài
Chi này gồm các loài:
- Scutisorex somereni
- Scutisorex thori